# Simon Stein
Simon Stein, geboren als Simon Tol (Volendam, 10 april 1980), is een Nederlands singer-songwriter. Na vijftien jaar in coverbands te hebben gezongen, ging hij in 2008 solo verder. In 2014 wijzigde hij zijn koers met de eigen band Mission 10 en een gewijzigde muziekstijl.

## Biografie
In het gezin Tol - dat in Volendam de bijnaam Stein draagt - werd Simon als derde en jongste kind geboren, met boven hem nog een broer en een zus. Hij kreeg de eerste gitaarlessen op zijn twaalfde van zijn broer Nico die later onder meer in Mon Amour speelde. Sinds zijn veertiende speelde hij in verschillende coverbands.

### Solocarrière
Vanaf 2008 ging hij verder als solozanger onder zijn Volendamse naam Simon Stein. Hiermee wijzigde hij ook zijn muziekstijl door van Engelstalige covers over te gaan naar Nederlandstalige muziek waaronder een aantal zelfgeschreven nummers. Zijn debuutsingle had hij in 2011 met het lied Ogenblik met Jenny en ontving hij uit handen van Cees Veerman (Poes) van The Cats.
In 2013 belandden zes van zijn liedjes in de Volendammer Top 1000, een all time-hitlijst die werd samengesteld door luisteraars van 17 Noord-Hollandse radio- en televisiestations. Een van deze zes nummers, Lonely walk, is een uitvoering samen met Nico Tol (niet zijn broer, maar de zanger en gitarist van onder meer Next One).

### Mission 10
In 2012 begon zijn zoektocht naar een nieuw geluid waarbij hij werd ondersteund door andere musici uit Volendam, onder wie Tol & Tol (voorheen bij BZN). Het resultaat was zijn band Mission 10 met wie hij in 2014 de debuutsingle Don't you get me wrong uitbracht. "Mission Ten" is een anagram van "Simon Stein". De gewijzigde stijl wordt omschreven als "Engelstalige pop, met hier en daar een vleugje rock."
De band werd door Radio 2 uitgeroepen tot Talent van Juni 2014 en speelde nog dezelfde maand in het televisieprogramma Muziekcafé. 3FM-dj Giel Beelen plaatste hem in mei van dat jaar in zijn "Giel's high five".
Op 30 juni 2014 werd een dubbel-cd-single uitgebracht met op de tweede cd vijf duetten: met Mell (solozangeres, kleindochter van Piet Veerman), Jan Dulles (3JS), Lenny Guijt (deelnemer van The Voice of Holland), Cees Veerman (Jozef, Tribute to The Cats Band) en Lisa Mooyer.

## Leden Mission 10
- Simon Stein, zang
- Clemens Wenners, gitaar
- Laurens Tol, basgitaar
- Stefano de Smaele, toetsen
- Frank Duindam, drums

## Discografie

### Simon Stein
Album
- 2011: Simon Stein[10]

Singles
Hij bracht onder meer de volgende single uit:
- 2011: Ogenblik met Jenny[10][11]

### Mission 10
Singles
- 2014: Don't you get me wrong (single)[7]
- 2014: Don't you get me wrong (dubbel-cd-single), met op de tweede cd-single vijf duetten[6]